# Nestinus brevicollis
Nestinus brevicollis es una especie de insecto coleóptero de la familia Chrysomelidae.
Fue descrita científicamente en 1941 por Blake.